# Eberhard Schoener
Eberhard Schoener (Stuttgart, 13 mei 1938) is een Duits dirigent, componist, violist en toetsenist. Hij is actief in de uiteenlopende muziekgenres opera, klassieke muziek, jazz, wereldmuziek, elektronische muziek en (televisie)filmmuziek (Derrick, Der Alte) en werkte meermaals samen met Sting en de andere leden van The Police.
Schoener studeerde van 1954 tot 1959 aan de Nordwestdeutsche Musikakademie Detmold. Daarna werd hij violist en dirigent. In 1965 richtte hij het Münchener Kammeroper op en in 1968 een studio voor elektronische muziek. In de jaren 70 ging hij enkele keren naar Bali en maakte daar met een traditioneel orkest en rockdrummer Pete York (van The Spencer Davis Group) de plaat Bali Agung (uitgebracht in 1975), waarop hijzelf Moogsynthesizer speelt. De Balinese muzikanten gingen mee op tournee door Duitsland.